# クッション植物

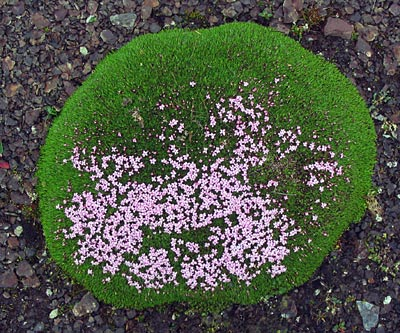
クッション植物のコケマンテマSilene acaulis（ナデシコ科）。クッション状に生育した植物体の表面に多数の花が見られる。

クッション植物（クッションしょくぶつ、団塊植物; 英: cushion plant）とは、世界中の高山、亜高山、北極、または亜北極の環境で見られる、背が低くて成長が遅く、マット状に生育する植物の総称である。「クッション植物」という用語は特に (1) マット状に生育し、(2) 丈が低く（最大でも5 - 10 cmほど）、(3) 太く深く伸びる直根を持ち、そして (4) 生殖開始が遅いなど貧栄養環境における低成長に適応した生活史を持つ、といった特徴を備えた木本植物を指して用いられることが多い。このようなクッション植物の形態は、複数の大陸において、また複数の科の植物種において独立に進化しており、過酷な環境条件に耐えるために似たような形態が進化する並行または収斂進化の例と捉えられる。

## 形態

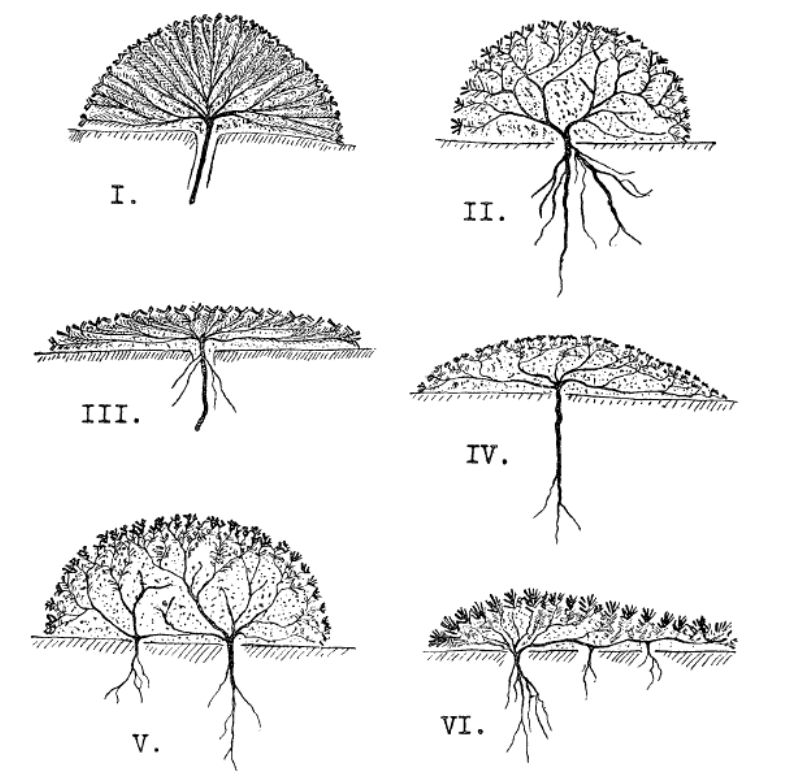
クッション植物の形態を断面図で示した模式図。いくつかのタイプがあるが、長い直根を持ち、丈が低く横に広がる点で共通している

クッション植物は、成長速度は遅いながらも、最大で半径3 mに達する広い面積のマット状に植物体を形成する。こうしたマットは典型的には、頂芽優勢があまり働かず、かつ節間が密に詰まった茎の終端にロゼットが形成される、という構造が密に集合することで形成される。各茎は一定の速度で成長するため、ある一つのロゼットが他のロゼットより突出することはなく、その結果、滑らかなクッション状の表面が形成される。クッション植物の老化について調べた観察からは、個々のロゼットが別々のタイミングで枯死するのではなく、一斉に枯死が起きるという結論が導かれた。植物体のうち生きているロゼットに覆われている部分では、光合成以外の物質生産が行われているほか、古い葉を枯死させて、それを一種の断熱剤として利用していると考えられている 。
クッション植物の成長は遅く、例えばコケマンテマ（ナデシコ科）の場合、成長速度は年あたり0.06 cmから1.82 cmと計算されている。成長の遅さに対応して寿命は長く、いくつかの種で最大350年の間にわたって成長した大きなクッションが報告されている 。また、ペルー南部で行なわれたヤレータAzorella compacta（セリ科）に関する研究では、年間1.4 mmという成長速度の測定値に基づいた推定から、調査地域にみられた個体はほぼ全て850歳を超えており、3000歳に達する個体もみられることが分かっている 。

## 生態
クッション植物は一般に、開けて乾燥した亜高山帯、高山帯、北極圏、亜北極圏、または亜南極の水捌けの良い砂礫質土壌に生育する。クッション植物は多くの場合、土壌がほとんど、またはまったくない裸地に侵入し定着する、一次遷移を担う植物である。そのため風の強い高山の斜面といった、乾燥環境や、機械的に過酷な環境に適応した生態を示している。ただし、ピートからなる沼地やフェンなどの特定の生息地では、クッション植物が極相群集のキーストーン種になる場合もある 。

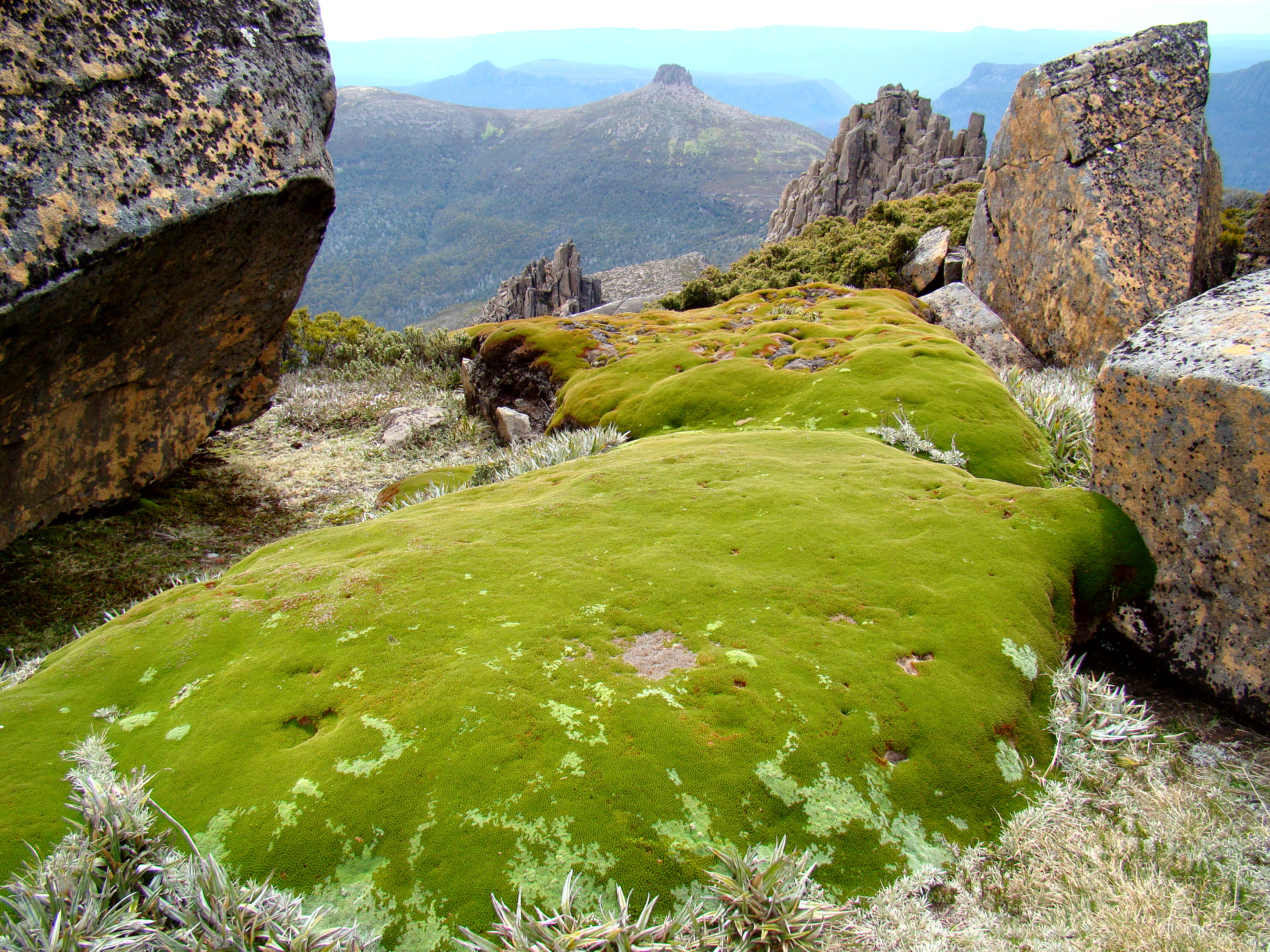
タスマニア島オッサ山で育つクッション植物。

クッション植物は風の強い斜面や、新たに雪氷の融解が起こり地面が露出したツンドラに芽生え、そこに定着するが、こうした過程は極めて低頻度でしか起こらない。定着を果たしたクッション植物は、たとえ十数cmほどの丈しかなくても、芽生えたのは数百年前であるという可能性もある。成長の過程では、高さを増す成長よりも、マットの横幅を広げる成長の方が優占しているため、植物体全体としては地表近くに薄く広がっているのである。クッション植物は、芽生えてから何年も成長してから初めて生殖を開始する。また、成長の時期も限られており、光合成に十分な暖かさと日光が利用できる季節にのみ活発に成長する。ただし、雪が溶ける前に先んじて成長を開始する可能性も指摘されている。前項で述べた通りクッション状の植物体は断熱効果を発揮するため、熱を閉じ込めて、一年のうちで光合成できる期間を延長するはたらきを持つ。クッションの密度は通常、標高が高い地点ではより小さく、密度が高くなる。
高山または亜高山地域で育つ植物にとっては、水の入手と保持が大きな課題である。高山で水を入手するための戦略のひとつは、根系を発達させることである。例えば、高山植物のノハラワスレナグサMyosotis alpestris（ムラサキ科）は地上部の草高は十数cm程度であるが、その根は地中を深さ1 m程度まで伸びている。多くの高山および北極圏の環境では、降水量（主に降雪）が限られていること、そして土壌が新しくかつ浅いため水捌けが極めて良いことから、十分な水を確保するためには直根性が重要であり、クッション植物もその例に漏れず直根性を持つ。また、乾燥した環境で生き残るためには水分の獲得のみならず、その保持も重要である。クッション植物はマット状のコンパクトな植物体を形成するが、この形態には、表面積を減らすことで植物体表皮上の空気の流れを減らし、水分の損失率を減らす効果がある。これに加え多くのクッション植物は、葉の表面積を減らして蒸散を減らすために、小さくて多肉質の葉を持つ。加えて森林限界をはるかに超える高山環境では、寒さが成長の制限要因になる。茎と葉が密に詰まっているクッション植物は日光からの熱を閉じ込めることができるため、クッション中の温度は気温よりも数度高くなる。これによって、高山帯における短い成長期間を延長することができる。また高山に生育する多くのクッション植物では太い毛（毛状突起）が表面に密生しており、毛の間に閉じ込められた空気が太陽光によって暖められることでさらなる保温効果を発揮している。こうした毛は風除けとしても機能し、風によってクッション内に閉じ込められた熱が逃げることを防いでいる。
クッション植物は、他の小型の多年生植物と比べると、より大きくて派手な花をつけたり、または小さな花を極めて多数つけたりすることが多い。 これは、短い成長期の間に受粉を達成するため、できるだけ遠距離から送粉者を誘引するために重要であると考えられる。
クッション植物は、クッションの下の土壌を周りの土壌よりも水分の多い状態に保ち、また、±15 °Cの範囲に温度を維持する能力を持っていることから、生態系エンジニア（周辺環境を改変する生物）とみなされてきた。特にMulinum leptacanthum（セリ科）とOreopolus glacialis（アカネ科）などのいくつかの種は、土壌中の主要栄養素濃度を変化させる種として見出されている。こういった特徴により、他の種は、クッション植物が生息する過酷な環境により簡単に定着することができるようになる。実際、クッション植物が定着した地点では種多様性が明らかに増加していることが報告されている。

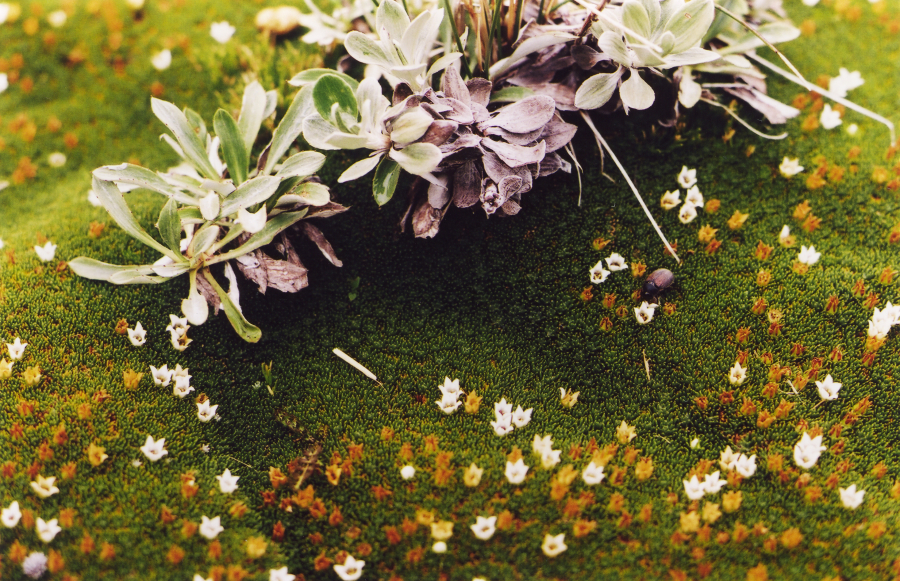
Donatia novae-zelandiae （ドナティア科）

## 分類
クッション植物は、単一の地域や科に限られず、広い地域の様々な系統の植物でみられる。タスマニア、ニュージーランド、そして南米のティエラ・デル・フエゴから北極圏のスバールバル諸島に至る世界中において、78属の約338種が、似たような環境条件に応じて似たようなクッション植物の形態を収斂進化させている。クッション植物はセリ科、キク科、ナデシコ科、ドナティア科、スティリディウム科など34の科で報告されている   。